# Anni 650 a.C.
Gli anni 650 a.C. sono il decennio che comprende gli anni dal 659 a.C. al 650 a.C. inclusi.

## Eventi, invenzioni e scoperte
- Introduzione nella Lidia dell'uso delle monete.

## Personaggi
- In Egitto Psammetico I dà inizio alla XXVI dinastia.

## Morti
- Neferkara, sovrano egizio653 a.C.
- Fraorte, sovrano